# کریس کرافت (راننده مسابقه)
کریستوفر کرافت (انگلیسی: Christopher Craft؛ زادهٔ ۱۷ نوامبر ۱۹۳۹ در پورتلون، کورن‌وال) رانندهٔ سابق مسابقات اتومبیل‌رانی فرمول یک اهل بریتانیا بود که در فصل ۱۹۷۱ در مجموع در دو گراند پری شرکت کرد، اما موفق به کسب هیچ امتیازی نشد.

## مرگ
کرافت در ۲۰ فوریه ۲۰۲۱ در سن ۸۱ سالگی در اسکس، انگلستان درگذشت.